# Браунстаун (Индиана)
Браунстаун (англ. Brownstown) — город и административный центр округа Джэксон в штате Индиана в Соединённых Штатах Америки.
Согласно данным переписи населения США 2020 года число жителей города 
составляло 3025 человек, что чуть больше, чем было во время предыдущей переписи проводившейся в 2010 году (2947 человек).

## История
Браунстаун был основан 8 апреля 1816 года ещё до обретения Индианой статуса штата. Поселение было названо в честь американского генерала Джейкоба Брауна (1775—1828), участника Англо-американской войны 1812 года.
Браунстаун стал административным центром Джексона в ноябре 1816 года, заменив Форт Валлония, который был столицей округа только с июня того же года. 
В 1870 году в Браунстауне было построено каменное здание окружного суда округа Джэксон с часами; в 2011 году оно было включено в Национальный реестр исторических мест США.

## География
Браунстаун расположен на берегу восточного рукава Уайт-Ривер.
Согласно данным Бюро переписи населения США, Браунстаун имеет общую площадь 1,6 квадратных миль (4,14 км2), из которых 1,59 квадратных миль (4,12 км2 или 99,38%) — это суша и 0,01 квадратных миль (0,03 км2 или 0,63%) — водная поверхность.

## Климат
В последние годы средние температуры в Браунстауне колебались от минимума в 19 °F (−7 °C) в январе до максимума в 85 °F (29 °C) в июле, хотя рекордно низкий уровень в −23 °F (−31 °C) был зафиксирован в январе 1977 года, а рекордно высокий уровень в 106 °F (41 °C) был зафиксирован в июле 1954 года. Среднемесячное количество осадков колебалось от 2,84 дюйма (72 мм) в феврале до 5,01 дюйма (127 мм) в мае.